# Mika Lindberg
Mika ”Limppu” Lindberg es un director y músico finlandés. Ha dirigido videos musicales de bandas tales como Children of Bodom, Norther y Lordi. Lindberg incluso fue vocalista en el pasado en bandas como Grain y Vestigia Terrent Actualmente es el vocalista de la banda Iconofear. Además, ha sido invitado especial en las bandas Cradle of Filth en álbumes como Midian y en la banda Evemaster en el álbum Wither. Lindberg además diseñó el libro Songs for the Rockoning Day junto con Tomi Putaansuu y el cómic de Lordi Monster Magazine.

## Discografía

### Vestigia Terrent
- After Total Eclipse (Demo - 1990)
- De Mortuis Nil Nisi Bene (Demo - 1990)
- Victim of Circumstances (Demo - 1991)
- The Human Chess (Demo - 1992)
- Human Chess II (Demo - 1992)
- Thrown Upon the World (Demo - 1993)
- Gaze the Sky (Demo - 1994)
- Diverse (Demo - 1995)
- Promo 1995 (Demo - 1995)
- Seizure (Demo - 1996)

### Grain
- Ingrained (Álbum - 2001)

### Iconofear
- Dark (EP - 2003)
- The 13th Circle (EP - 2005)
- The Unbreathing (EP - 2006)

## Invitado especial

### Cradle of Filth
- Midian (Álbum - 2000)

### Evemaster
- Wither (Álbum - 2003)